# U Leknínu
Dům U Leknínu (německy Zum Teichrose) je dům a penzion čp. 280 v Břehyni, části města Doksy v okrese Česká Lípa. Dům je zapsán na seznamu kulturních památek ČR.

## Historie
Venkovský dům čp. 280 U Leknínu (dříve Zum Teichrose) byl zařazen na seznam kulturních památek Severočeského kraje dne 20. ledna 1965.
Datum vzniku roubeného domu na hrázi Břehyňského rybníka (Heideteich) dnes není známé. Dům ale zřejmě nechal postavit Vincenc z Valdštejna, tehdejší majitel zdejšího panství. Dům i s dalšími hospodářskými budovami je již zakreslen na mapách Prvního vojenského mapování (Josefské), které proběhlo v letech 1764–1768. Po roce 1910 prošel dům, stále ve vlastnictví Valdštejnů, zásadní rekonstrukcí, kdy byla zřejmě část objektu zbourána a postavena ve stejném stylu znovu. Nové roubení (ručně tesané trámy byly nahrazen z trámy z katru) bylo v patře obloženo šindelem a došková střecha nahrazena šindelovou. Směrem do silnice se odkryla pavlač a hostinská přístavba východním směrem byla zbourána. V sousední stodole bylo zřízeno místo pro ustájení čtyř koní, dvou krav ještě také pro kočár. Na dochovaných pohlednicích z roku 1912 (foto Karl Streer) má již roubený dům nový vzhled, který se prakticky dochoval do současnosti. 
Doložená historie hostinských služeb U Leknínu je až z přelomu 18. a 19. století, kdy hostinec (Gasthaus zum Teichrose) provozoval pan Leopold Trauselt. Hostinec vlastnil v té době majitel zdejšího panství Arnošt Karel z Valdštejna (dokumentace a korespondence k rekonstrukci domu dokončená v roce 1912 uložená na stavebním úřadě v Doksech). Do konce druhé světové války zde hostinec provozovala německá rodina Schreier. Po jejich odsunu v hostinci U Leknínu na Břehyni ještě krátce působili manželé Jizbovi a to asi do roku 1952, kdy objekt přechází do vlastnictví Vojenských lesů. Státní podnik Vojenské lesy zde pak měl sídlo lesní správy a ubytovnu pro lesní dělníky. V sousední stodole byl sklad pro ulovenou zvěř.
V předválečném i poválečném období byl hostinec díky své unikátní poloze oblíbeným výletním místem nejen obyvatelů Doks.
V roce 2012 byl dům jako nepotřebný majetek VLS ČR prodán ve veřejné soutěži soukromému zájemci. Od roku 2013 do roku 2017 proběhla pod dohledem NPÚ rekonstrukce. Nový vlastník využil mimořádnou polohu objektu poblíž Máchova jezera, na hranici Národní přírodní rezervace Břehyně-Pecopala a bývalého vojenského výcvikového prostoru Ralsko a začal navracet objektu původní určení. Od roku 2013 je zde provozováno občerstvení U Leknínu a od roku 2017 otevřen stejnojmenný penzion.